# Georg Leisner
Georg Leisner (Kiel, 2 de setembro de 1870, Estugarda, 20 de setembro de 1957), foi um arqueólogo alemão especializado nos monumentos megalíticos da Península Ibérica.

## A vida

### A infância e o serviço militar
Seu pai, Leonhard Leisner (1846-1905) era um comerciante descendente de uma família assentada no distrito de Eckernförde desde o século XVII. Sua mãe, Elise, nascida Thede (1834-1913), procedia de uma antiga família de mestres artesãos de Kiel. Georg Leisner passou a sua infância em Kiel, onde em 1891 concluiu os estudos pré-universitários. Tinha recebido uma educação antiprussiana e ingressou, ainda no mesmo ano, no exército bávaro. Nos anos de 1900 e 1901 participou nas campanhas que seguiram à rebelião boxer, na China e, de 1904 até 1905, na guerra contra os Herero no sudoeste da África. À idade de 39 anos, em 2 de setembro de 1909, casou-se com Amanda Vera de la Camp (1885-1972), quinze anos mais jovem. Georg passou toda a primeira guerra mundial na frente como oficial do exército, e Vera como enfermeira num hospital militar. Concluída a guerra, em 1918, deixou o exército e começou uma nova vida, junto com a sua esposa. Adquiriram uma pequena fazenda na aldeia bávara de Höhenberg, projeto que abandonaram, no entanto, depois de uma estadia de vários meses na Itália. Ambos tinham desenvolvido, aparentemente, um grande interesse pela arqueologia. Georg Leisner foi colaborador do Instituto Frobenius de Morfologia de Culturas (Kulturmorphologie) da Universidade de Frankfurt entre 1924 e 1928, e tomou parte na expedição de Leo Frobenius à Núbia.

### Formação académica
De volta na Baviera, Georg e Vera Leisner encontraram Hugo Obermaier, professor da pré-história na Universidade Complutense de Madrid, quem lhes sugeriu estudar pré-história. Georg matriculou em seguida na Universidade de Munique, em 1927. No entanto, Vera ainda tinha que completar os estudos secundários. Um ano mais tarde mudaram para a Universidade de Marburgo, onde se tinha criado a primeira cátedra alemã de arqueologia pré-histórica(1928).  Em 1932, Gerorg leu a tese doutoral, sob a direção de Gero von Merhart. sobre os túmulos megalíticos da Galiza. Para o registo de material viajaram em 1929 e 1930, durante sete meses, pela Península Ibérica, incluindo o Algarve, onde visitaram Alcalar, e foi aí onde surgiu a ideia de compor um corpus dos túmulos megalíticos da Península Ibérica.

### Os túmulos megalíticos da Península Ibérica
Sem o apoio financeiro do lado oficial, Georg e Vera Leisner viajaram, até 1934, três vezes no Sul da Península Ibérica, para o Oriente e para o Ocidente de Andaluzia e Portugal, onde começaram, no trabalho de campo e nos museus, com o registo sistemático dos túmulos megalíticos. No processo também encontraram os mais importantes especialistas contemporâneos no Neolítico e na idade do cobre da Península Ibérica. Devido à eclosão da guerra civil espanhola, tiveram que voltar para a Alemanha, onde elaboraram o primeiro volume, "Der Süden", do corpus projetado "Die Megalithgräber der Iberischen Halbinsel", e o publicaram em 1943. Nesse ano receberam um apartamento em Munique, que ainda no mesmo ano foi alvo das bombas da segunda guerra mundial. No processo, arderam muitos registos e importante material de pesquisa. Depois de várias tentativas para obter um visto de saída, finalmente obtiveram êxito em 1943, e assim continuaram o seu trabalho em Portugal. A perda do apartamento de Munique impulsou-os para ficar em Lisboa a longo prazo. Seguiu uma época marcada de dificuldades financeiras, em que viveram principalmente de contratos de pesquisa de colegas portugueses, em especial com a ajuda de G. Cordeiro Ramos, o presidente na altura do Instituto de Alta Cultura, Ministério de Educação Nacional. Temporariamente, também tiveram uma bolsa de estudos da empresa Siemens. Como se mostra na sua lista de referências, no entanto, esses anos foram muito produtivos, no que à pesquisa dos túmulos megalíticos diz respeito. Como resultado da reinauguração do Departamento de Madrid do Instituto Arqueológico Alemão, depois da guerra, em 3 de março de 1954, as pesquisas do casal Leisner foram promovidas de modo renovado, pela Sociedade Alemã de Amparo à Pesquisa. George Leisner assistiu em 1956 à publicação, na recém-criada série de Madrider Forschungen, do primeiro dos quatro volumes projetados do corpus dos túmulos megalíticos no Ocidente da Península Ibérica. O segundo volume, onde ainda trabalhava, apareceu apenas em 1959, cerca de dois anos após a sua morte. Faleceu em 20 de setembro de 1957, em Estugarda.

## Publicações
- Georg Leisner: Verbreitung und Typologie der galizisch-nordportugiesischen Megalithgräber. Marburg 1938. (Dissertação, Marburg, 1932, Reimpressão, Lisboa, 1977).
- Georg Leisner: Antas dos Arredores de Évora. Estudos de História, Arte e Arqueologia III Edições Nazareth, Évora, 1949.
- Georg Leisner, Vera Leisner: Die Megalithgräber der Iberischen Halbinsel. Der Süden. Römisch-Germanische Forschungen Volume 17. Editora de Walter de Gruyter & co., Berlim, 1943.
- Georg Leisner, Vera Leisner: Die Megalithgräber der Iberischen Halbinsel. Der Westen. Madrider Forschungen Volume 1, 1. entrega. Walter de Gruyter & co., Berlim, 1956.
- Georg Leisner, Vera Leisner: Die Megalithgräber der Iberischen Halbinsel. Der Westen. Madrider Forschungen Volume 1, 2. entrega. Walter de Gruyter & co., Berlim, 1959.

## Literatura
- Max Leisner: Leisner. Em: Olaf Klose, Eva, Rudolph (ed.): Schleswig-holsteinisches biographisches Lexikon. Volume 2. Wachholtz, Em Neumünster, 1971, p. 192-193.
- Hermanfrid Schubart: Leisner, Georg. Em:  Neue Deutsche Biographie (NDB). Volume 14, Duncker & Humblot, Berlim, 1985, ISBN 3-428-00195-8, p. 159 f. (Digitalizado).
- Hermanfrid Schubart: Begrüßung bei der Eröffnung der Vortragsreihe zu Problemen der Megalithgräberforschung. Em: Probleme der Megalithgräberforschung. Vorträge zum 100. Geburtstag von Vera Leisner. Madrider Forschungen. Volume 16. Walter de Gruyter, Berlim/Nova Iorque, 1990, ISBN 3-11-011966-8, p. 1-7.